# Eterna (Plattenlabel)

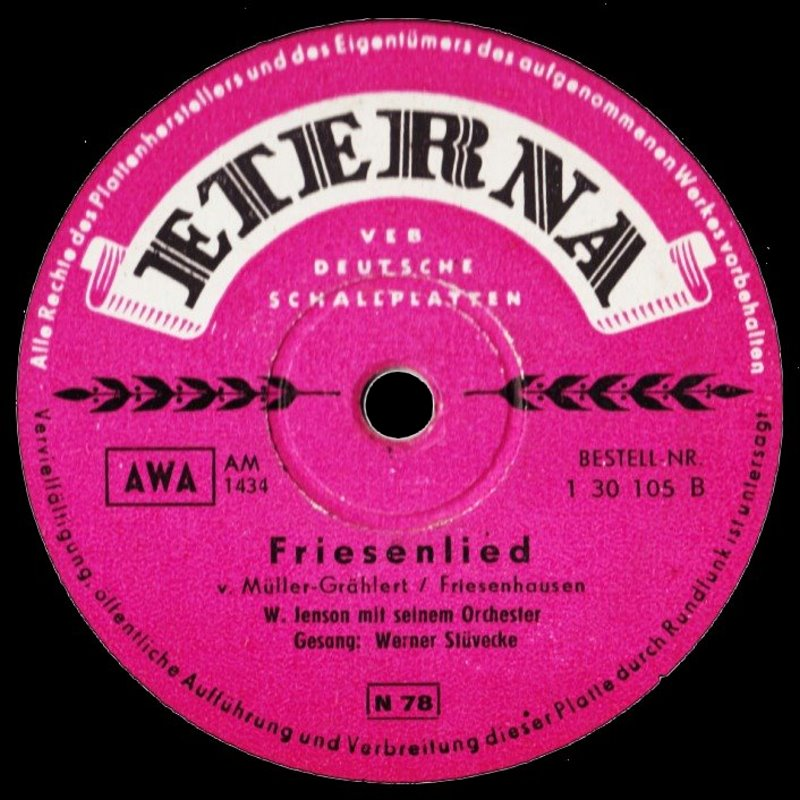
Friesenlied, Walter Jenson mit seinem Orchester, Berlin 1952

Eterna war ein Plattenlabel des staatlichen DDR-Tonträgerproduzenten VEB Deutsche Schallplatten Berlin für klassische Musik, Opern, Operetten, politische Lieder (Arbeiterlieder) sowie Volkslieder, Jazz und Kirchenmusik.

## Geschichte
Das Label wurde von der Lied der Zeit Schallplatten-Gesellschaft mbH gegründet, die 1947 als Unternehmen des Sängers Ernst Busch entstand. Aus dieser Gesellschaft wurde nach der Enteignung von Ernst Busch 1953 der volkseigene Betrieb VEB Deutsche Schallplatten gebildet.
Für die zeitgenössische ernste Musik wurde später eine Tochtergesellschaft mit dem Label Nova gegründet. Für literarische Texte, Lesungen, Theater und Hörspiele sowie politische Dokumentationen entstand um 1963 das neue Label Litera. Neben Schallplatten wurden auch Musikkassetten produziert. Eterna-CDs wurden von der Prager Supraphon hergestellt.

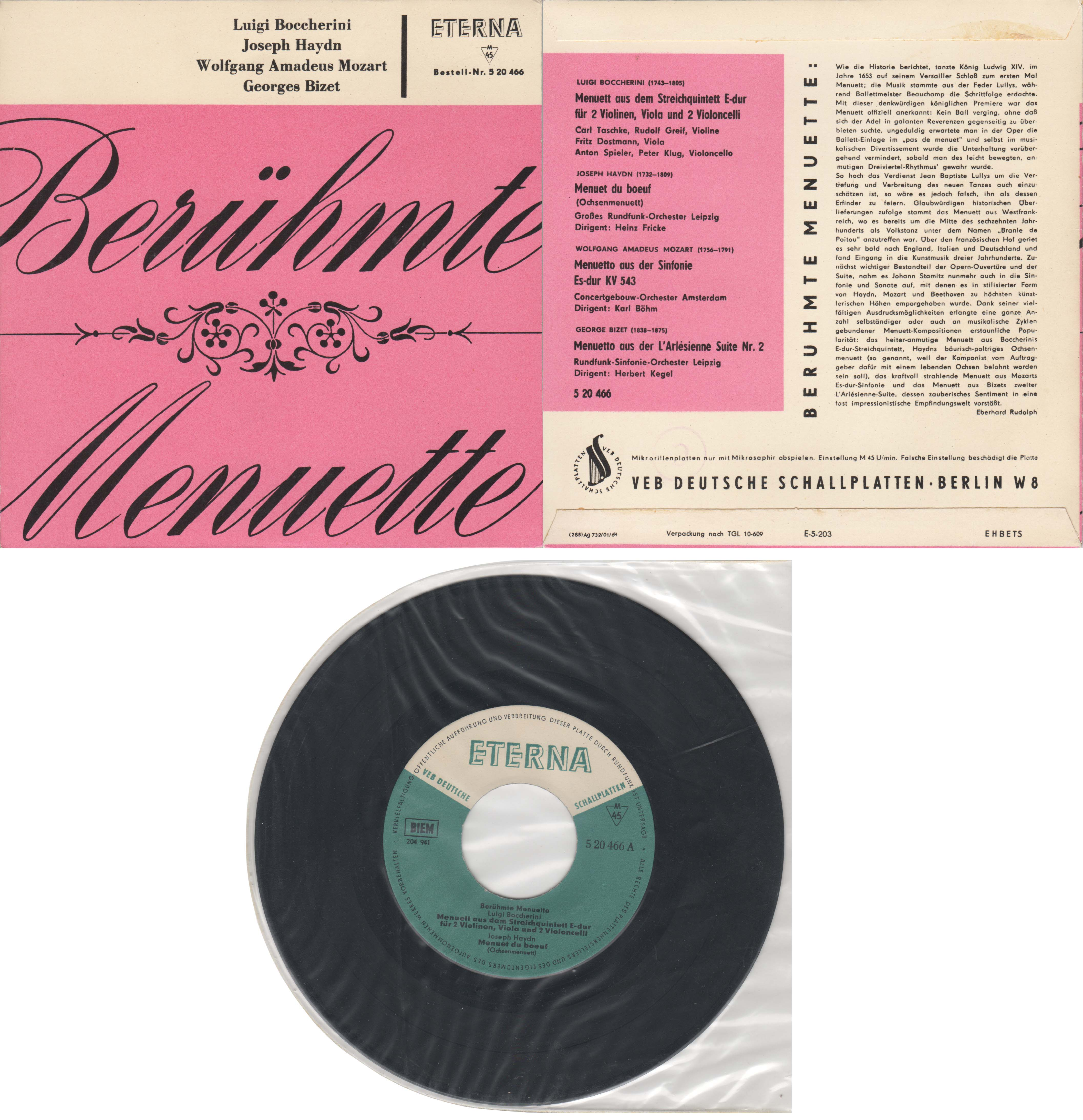
7-Zoll-(17,5-cm)-Schallplatte mit Menuetten (1964)

Mit den großen DDR-Orchestern und u. a. den Dirigenten Herbert Blomstedt, Heinz Bongartz, Ohan Durjan, Károly Garaguly, Günther Herbig, Herbert Kegel, Franz Konwitschny, Kurt Masur, Václav Neumann, Heinz Rögner, Otmar Suitner, Peter Schreier und Hans Vonk sowie u. a. den Virtuosen Ludwig Güttler, David und Igor Oistrach, Siegfried Stöckigt, Karl Suske u. a. konnten herausragende Produktionen aufgenommen werden. 1977 veröffentlichte Eterna das Gesamtwerk von Ludwig van Beethoven auf 116 Langspielplatten. Aufnahmen von Orgelwerken erfolgten u. a. mit Robert Köbler und Hans Otto.
Daneben entstanden auch Aufnahmen mit westlichen Künstlern wie den Dirigenten Herbert von Karajan, Rudolf Kempe, Helmut Müller-Brühl, Wolfgang Sawallisch und Colin Davis. Gesamtverantwortung für Repertoireplanung, Künstler und Budget hatte von 1954 bis 1972 GMD Dieter-Gerhardt Worm, späterer langjähriger Chefdirigent der Robert-Schumann-Philharmonie Karl-Marx-Stadt bzw. Chemnitz.
Eterna übernahm in Lizenz eine große Zahl von zumeist hochrangigen Aufnahmen vor allem des sowjetischen Labels Melodija und des tschechischen Supraphon.
Die Schallplattenpreise waren staatlich festgelegt. Platten des Labels Nova kosteten 10,10 Mark der DDR, Litera- und Eterna-Platten 12,10 Mark. 1985 brachte Eterna – in Lizenz der westdeutschen Teldec – vier „Direct Metal Mastering“ (DMM)-LPs heraus, ab 1986 gab es zahlreiche weitere DMM-Platten von Eterna. Die DMM-Platten kosteten 15,60 Mark.
Die Produktionen klassischer und Neuer Musik wurden durch die höheren Erlöse der populären Produktionen auf dem Label Amiga (Verkaufspreis zumeist 16,10 Mark) subventioniert.
Im Westen wurden Aufnahmen des Eterna-Labels von großen Schallplattenfirmen wie Deutsche Grammophon, Telefunken, Ariola Eurodisc, Philips und EMI vertrieben. So gab Philips beispielsweise anlässlich des 60. Geburtstages von Peter Schreier eine 12er-CD-Box mit Chorwerken Johann Sebastian Bachs unter Mitwirkung des Sängers, der Staatskapelle Dresden, des Rundfunkchors Leipzig und weiterer namhafter Solisten heraus.
Umgekehrt vertrieb Eterna Aufnahmen mit westlichen Klangkörpern und Solisten in Lizenz in der DDR. Mit der Deutschen Grammophon gab es in den 1950er-Jahren auch Gemeinschaftsproduktionen.

## Sublabels
Sublabels waren u. a. Bachs Orgelwerke auf Silbermannorgeln, Die schöne Stimme, Die Welt der Oper, ETERNA Edition und Stimmen der Vögel Mitteleuropas.